# Телеути

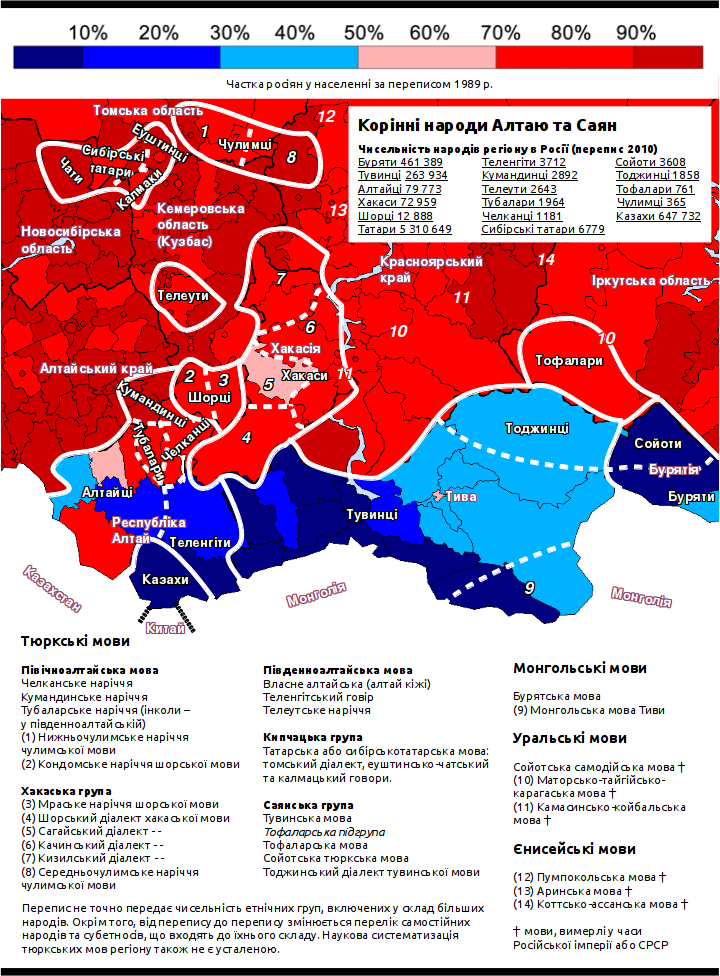
Розселення телеутів

Телеути (самоназва — тадар, байат-пачат) — малий корінний тюркський народ в Росії, традиційне місце проживання — південь Західного Сибіру (Кемеровська область).

## Історія
У XV ст. утворилося Телеутський улус (князівство або ханство). У 1608—1609 роках воював проти групи ойратів, відомих як «чорні калмики». 31 березня 1609 року уклав договір з Московським царством. При цьому бій (хан) Абак визнав номінальну зверхність царя Василя IV Шуйського. Також між державами почалася торгівля. У 1611 і 1615 роках телеути брали участь у московських походах проти Дербен-Ойрату. 1617 року Абак погиркався з московськими воєводами через зловживання колонізаторами в торгівлі. Війна з москалями тривала близько століття. Невдовзі телеути напали на чатів (група з сибірських татар), взявши в облогу Чатське містечко (облоги його відбувалися також в 1624 і 1629 роках), 1618 року — кузнецьких татар і шорців. 1620 року відбулося перемир'я, але наступного року війна поновилася. Запекли сутички відбувалися протягом 1630-х років. 1642 року московські загони напали на телесів, васалів телеутів.
1645 року телеути визнали зверхність Джунгарського ханства ойратів-калмиків, і були відомі росіянам під назвою «калмуки» та «білі калмики». Повстання 1655—1658 років проти джунгарів було невдалим. 1661 року телеути зазнали поразки від московських військ. З 1674 року намагаються перейти у наступ, здійснюючи успішні напади на московські володіння. 1709 року влада Джунгарського ханства над Телеутським улусом ще більше посилюється. 1717 року останній остаточно увійшов до складу ханства.
Частина телеутів, асимільована сибірськими татарами, і зараз відома під цією назвою. Інша частина телеутів увійшла до складу алтайського народу.
Після переходу до осілості телеути були розселені дисперсно на території нинішньої Кемеровської області (центральна частина) та Алтайського краю (східна частина). У 1990-х завершилася асиміляція росіянами телеутів Алтайського краю. Зараз телеути проживають у кількох поселеннях на території Кемеровської області, зокрема у селі Беково та селищі Телеути у місті Новокузнецьк.
У селі Беково діє історико-етнографічний музей «Чолкой», який також виконує функції культурного центру телеутів.